# Innlandet (insulă)
Innlandet este o insulă situată în partea de sud-vest a Norvegiei, în Oceanul Atlantic. Este parte integrantă a orașului Kristiansund, fiind cea mai mică dintre cele 4 insule ce compun localitatea, celelalte 3 fiind Kirkelandet, Gomalandet și Nordlandet. Insula Innlandet este conectată cu insula Kirkelandet, situată mai la nord, prin intermediul podului Sørsund. Innlandet are o suprafață de 70 ha și este intens urbanizată. Datorită faptului că zona nu a fost puternic afectată de bombardamentele naziste din 1940, insula Innlandet și-a păstrat arhitectura tradițională caracterizată prin clădiri construite din lemn. 